# Olyra polypodioides
Olyra polypodioides (vulgarmente conhecido por bambuzinho) é uma planta cespitosa da família das gramíneas. É nativa da Bahia e tem colmos pequenos, folhas verde-escuras, ásperas nas margens, e espiguetas em panículas axilares. É conhecida também pelos nomes de bambu-japonês e capim-bambuzinho.
A espécie foi descrita por Carl Bernhard von Trinius e publicada em Mémoires de l'Académie Impériale des Sciences de Saint-Pétersbourg. Sixième Série. Sciences Mathématiques, Physiques et Naturelles. Seconde Partie: Sciences Naturelles 3,1(2–3): 117. 1834. Raddia distichophylla (Schrad. ex Nees) Chase, é sinónima desta espécie.